# هنشیر تومغنی

موقعیت مکانی هنشیر تومغنی بر روی نقشه

هنشیر تومغنی (به عربی: هنشير تومغني) یک شهرداری در الجزایر است که در استان ام‌البواقی واقع شده‌است.
 هنشیر تومغنی  ۱۸٬۷۷۵ نفر جمعیت دارد.